# Instalaciones de los Juegos Olímpicos de la Juventud de 2010

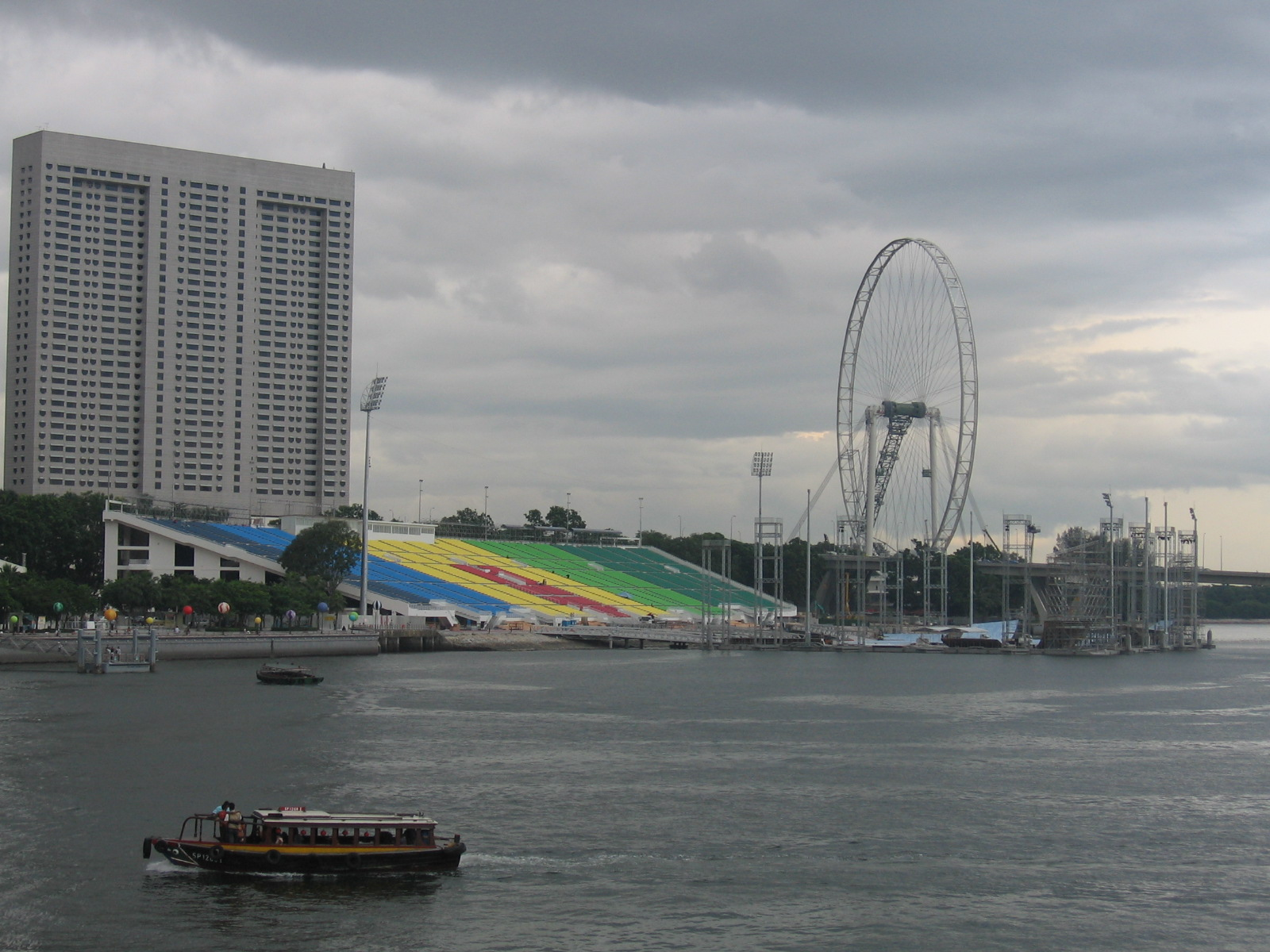
Imagen del estadio The Float at Marina Bay Stadium, con capacidad para 25.000 personas, que albergó las ceremonias de apertura y clausura de los juegos.

Los Juegos Olímpicos de la Juventud 2010 se realizaron en Singapur de 14 al 26 de agosto de 2010. Un total aproximado de 3.600 atletas de 204 Comités olímpicos nacionales participaron en 201 eventos en 26 deportes. Los eventos tuvieron lugar en dieciocho sedes de la ciudad de Singapur, de las cuales once sedes eran lugares que ya existían previo a los juegos, y seis eran sedes temporales que se eliminaron después de los juegos. Otros doce lugares fueron reservados para fines de capacitación. La Villa Olímpica de la Juventud era un lugar donde no se realizaron eventos, pero sirvió para alojar a los atletas participantes.
El Comité Organizador de los Juegos Olímpicos de la Juventud (SYOGOC; por sus siglas en inglés), organizó los juegos, que la candidatura de la ciudad-estado de Singapur ganó el proceso de elección el 21 de febrero de 2008. El Centro de Encuestre de Singapur fue el único recinto construido para los juegos. Ciertos lugares como el Estadio Cubierto de Singapur o The Float at Marina Bay Stadium se convirtieron temporalmente en la sede de algunos deportes y eventos, mientras que Kallang Field fue mejorado para acoger los eventos de tiro con arco.
El estadio flotante The Float at Marina Bay Stadium, el escenario flotante más grande del mundo, fue la sede principal de los juegos, ya que albergó las ceremonias de apertura y clausura de los juegos.
También fue la sede más grande en términos de capacidad ya que puede hospedar a 25.000 espectadores. El Estadio Nacional de Singapur, que es el recinto deportivo más grande de Singapur, no fue usado para los juegos, ya que estaba prevista su demolición para dar paso al Singapore Sports Hub. Si no se tiene en cuenta los recintos que no tienen capacidad, como el Centro Nacional de Vela, el estadio más pequeño es el Kallang Field, con capacidad para 500 espectadores.

## Sedes de competición

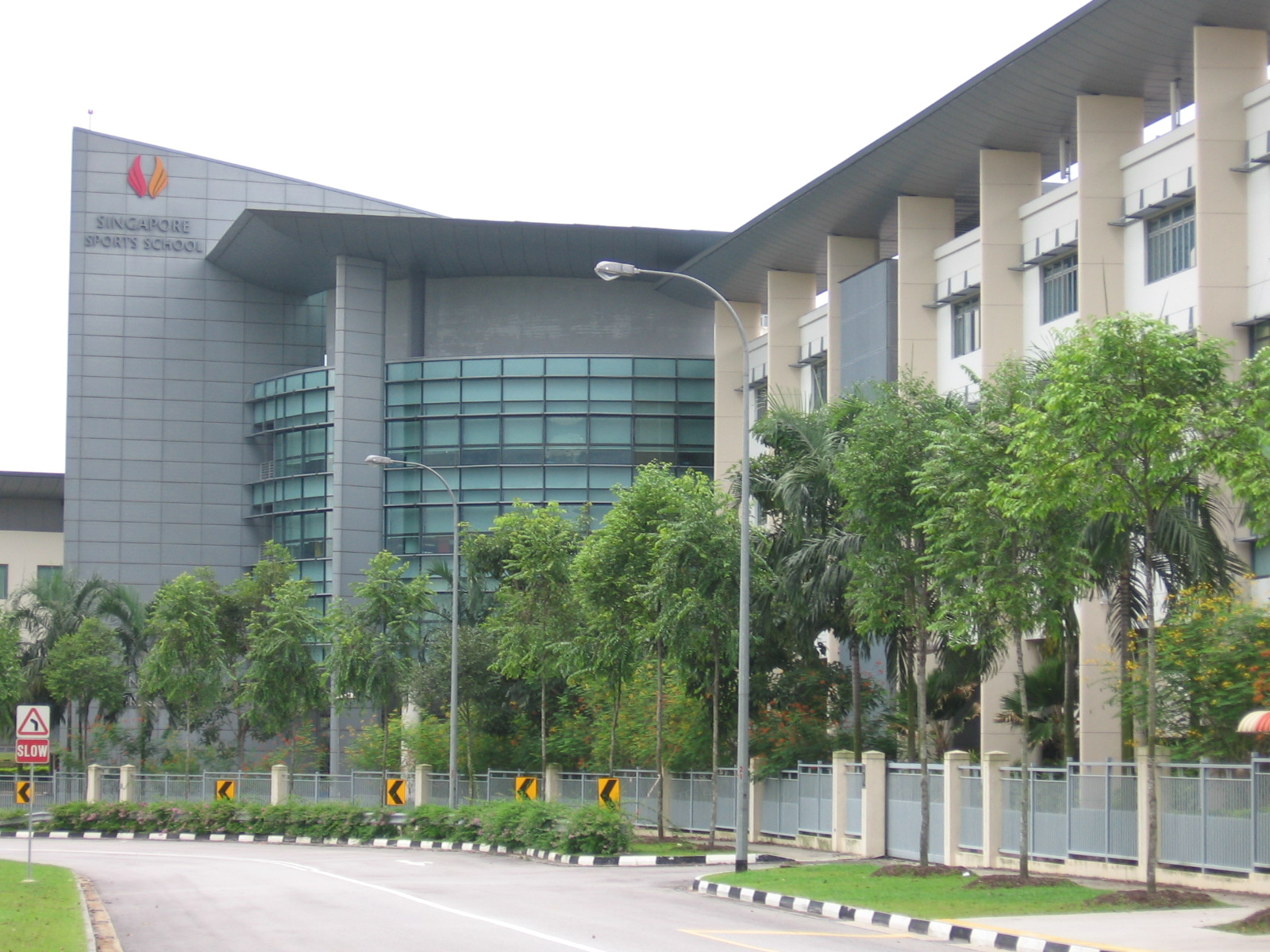
La escuela de deportes de Singapur, que fue sede de tres deportes, es una escuela independiente especializada para los atletas.

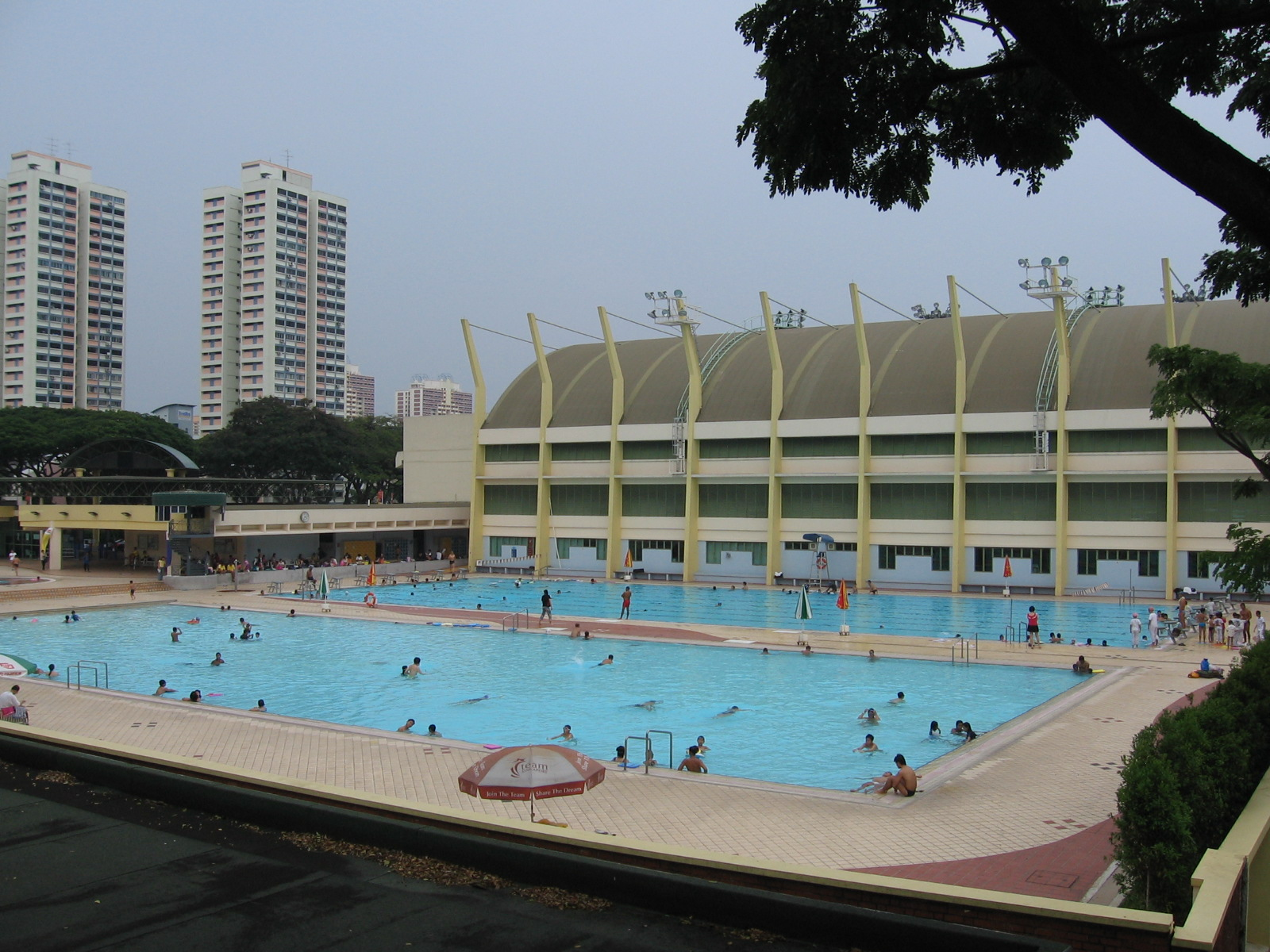
El Toa Payoh Swimming Complex albergó la disciplina de Saltos.

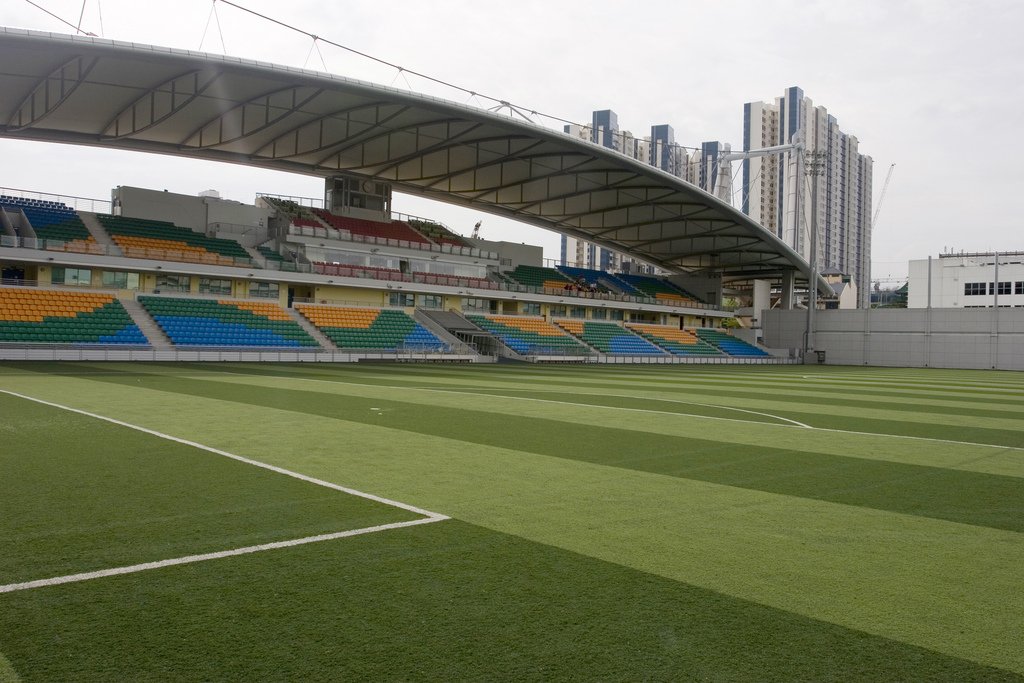
El Estadio Jalan Besar, sede del fútbol.

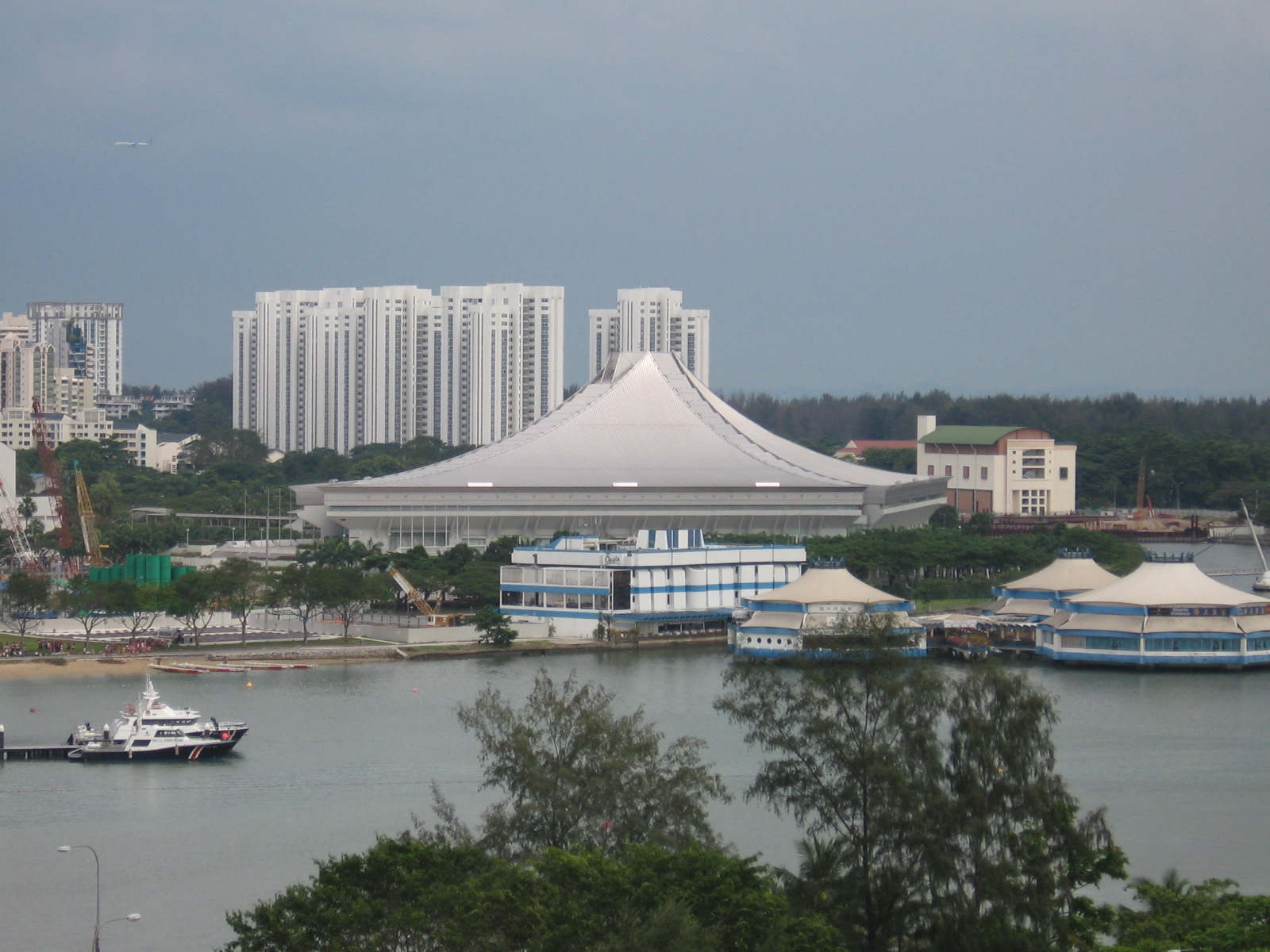
Las disciplinas de Bádminton y tenis de mesase realizaron en el Singapore Indoor Stadium.

| Sede                                                               | Deporte                                      | Capacidad | Estado    | Referencias |
| ------------------------------------------------------------------ | -------------------------------------------- | --------- | --------- | ----------- |
| *scape                                                             | Baloncesto                                   | 1000      | Temporal  | [ 11 ]      |
| Bishan Sports Hall                                                 | Gimnasia                                     | 1920      | Existente | [ 12 ]      |
| Bishan Stadium                                                     | Atletismo                                    | 4100      | Existente | [ 13 ]      |
| Parque de la Costa Oeste                                           | Triatlón                                     | 0 N/A     | Temporal  | [ 14 ]      |
| Centro de exhibición y convención internacional Suntec de Singapur | Boxeo Esgrima Balonmano Judo Taekwondo Lucha | 1500      | Temporal  | [ 15 ]      |
| Estadio Jalan Besar                                                | Fútbol                                       | 6000      | Existente | [ 16 ]      |
| Kallang Field                                                      | Tiro con arco                                | 500       | Existente | [ 6 ]       |
| Kallang Tennis Centre                                              | Tenis                                        | 2000      | Existente | [ 17 ]      |
| Marina Reservoir                                                   | Piragüismo Remo                              | 1000      | Temporal  | [ 18 ]      |
| Centro Nacional de Vela                                            | Vela                                         | 0 N/A     | Existente | [ 19 ]      |
| Sengkang Hockey Stadium                                            | Hockey                                       | 1000      | Existente | [ 20 ]      |
| Singapore Indoor Stadium                                           | Bádminton, Tenis de mesa                     | 5000      | Existente | [ 21 ]      |
| Escuela de deportes de Singapur                                    | Pentatlón moderno Tiro, Natación             | 1800      | Existente | [ 22 ]      |
| Centro de Encuestre de Singapur                                    | Equitación                                   | 1500      | Nuevo     | [ 23 ]      |
| Tampines Bike Park                                                 | Ciclismo                                     | 0         | Temporal  | [ 24 ]      |
| The Float at Marina Bay Stadium                                    | Ciclismo Ceremonias de apertura y clausura   | 25000     | Existente | [ 25 ]      |
| Toa Payoh Sports Hall                                              | Voleibol Halterofilia                        | 2000      | Existente | [ 26 ]      |

## Sedes de entrenamiento
Todas las sedes de entrenamiento ya existían antes de los Juegos. Los deportes no nombrados en la columna de la derecha tuvieron su sede de entrenamiento en la propia sede de competición.
| Sede                                                                                                | Deporte |
| --------------------------------------------------------------------------------------------------- | --- |
| Catholic High School                                                                                | Gimnasia |
| Choa Chu Kang Stadium                                                                               | Fútbol |
| Jurong East Sports Hall                                                                             | Voleibol |
| Estadio Jurong East                                                                                 | Fútbol |
| Estadio Polideportivo Jurong West                                                                   | Balonmano |
| Estadio de Jurong West                                                                              | Fútbol |
| Complejo de Natación de Jurong West                                                                 | Natación |
| Universidad Nacional de Singapur                                                                    | Tenis de mesa, Taekwondo, Lucha |
| Instituto de Tecnología Ngee Ann                                                                    | Fútbol |
| Institución Raffles (Junior y primaria)                                                             | Gimnasia |
| Institución Raffles (Secundaria)                                                                    | Gimnasia |
| Instituto de Tecnología                                                                             | Bádminton, Fútbol |
| Villa Olímpica de la Juventud (Universidad tecnológica de Nanyang, Instituto Nacional de Educación) | Atletismo, Baloncesto, Boxeo, Esgrima, Fútbol, Balonmano, Hockey sobre hierba, Judo, Taekwondo, Tenis, Triatlón, Natación, Halterofilia |

## Villa Olímpica de la Juventud
La Villa Olímpica de la Juventud (YOV, por sus siglas en inglés) albergó a más de 5000 atletas entre los días 10 y 28 de agosto de 2010. Ubicada en la Universidad tecnológica de Nanyang (NTU), se dividió en dos zonas: una zona residencial y la zona del pueblo. La Villa sirvió como alojamiento y un punto de preparación para los juegos, y también estuvieron organizadas para realizar las actividades culturales y educativas para los atletas. El 7 de junio de 2010, se anunció que el Secretario del Parlamento Superior de Singapur y presidente del Comité Organizador de los Juegos Olímpicos de la Juventud 2010, Teo Ser Luck, y que el exatleta singapurense Canagasabai Kunalan y el exnadador Joscelin Yeo fueron nombrados alcalde de la villa y Diputado del alcalde de la villa, respectivamente.

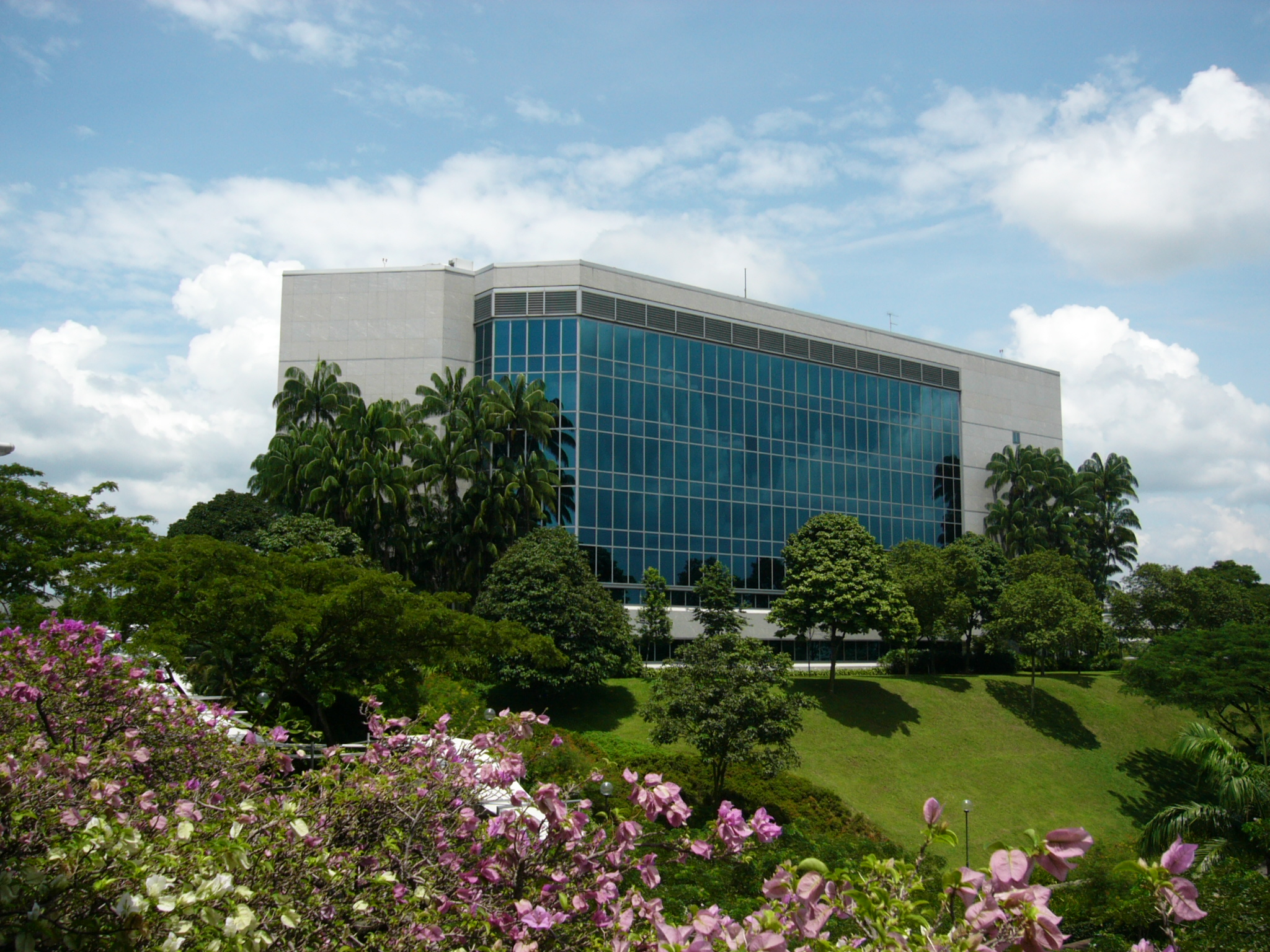
Departamento de administración de la Universidad tecnológica de Nanyang, que fue la sede de la primera Villa Olímpica de la Juventud.

El Comité Olímpico Internacional (COI) especificó que todos los atletas de una delegación participante deben pasar la noche dentro de la Villa Olímpica mientras duren los juegos, independientemente de su horario de competencia y que también participará en las competiciones deportivas y en los programas de cultura y educación de los juegos. El presidente del COI, Jacques Rogge destacó la necesidad de que los atletas deban "divertirse en los juegos, no debe haber una intensidad como la que hay en Juegos Olímpicos tradicionales, eso es para más adelante". Los tradicionales Juegos Olímpicos permiten a los atletas y equipos abandonar los juegos una vez que su calendario de competición ha terminado.
Inicialmente, se planteó que la Villa Olímpica se ubicara en la Universidad Nacional de Singapur que estaba en construcción. Pero debido a los altos costos que ésta supondría, el Comité Organizador de los juegos solicitó un cambio, donde se comenzó un nuevo proyecto de construcción para la Villa Olímpica, de un costo de USD 423 millones (598 millones de dólares singapurenses). Las obras comenzaron en 2008 y terminaron en 2010. El diario The Straits Times anunció en julio de 2010 que se utilizarán autobuses híbridos de hidrógeno con motor eléctrico para transportar a los atletas en la Villa Olímpica, siendo uno de los primeros autobuses híbridos en Singapur. Por ser la primera Villa Olímpica de la Juventud, se creó una escultura, llamada The Wind and Wings. Fue dada a conocer por el presidente de Singapur, Sellapan Ramanathan, el 1 de agosto de 2010. La escultura se compone de tres toneladas de acero inoxidable y fue esculpida por el artista Yeo Chee Kiong.